# Молчание ягнят (фильм)
«Молча́ние ягня́т» (англ. The Silence of the Lambs) — американский психологический фильм ужасов 1991 года режиссёра Джонатана Демми, снятый по мотивам одноимённого романа Томаса Харриса о серийном убийце Ганнибале Лектере. «Молчание ягнят» сюжетно продолжает фильм «Красный дракон» (2002) и предшествует событиям ленты «Ганнибал» (2001). Главные роли исполнили Джоди Фостер и Энтони Хопкинс.
30 марта 1992 года картина была удостоена пяти кинопремий «Оскар» за 1991 год (в категориях «Лучший фильм» (на данный момент — единственный из фильмов категории ужасов), «Лучший режиссёр», «Лучшая мужская роль», «Лучшая женская роль», «Лучший адаптированный сценарий»). Фильм стал третьим в истории, завоевавшим премию «Оскар» в пяти самых престижных номинациях, что ранее удалось только фильмам «Это случилось однажды ночью» (1934) и «Пролетая над гнездом кукушки» (1975). Со времени выхода на экраны «Молчания ягнят» (премьера киноленты состоялась 14 февраля 1991 года) таких достижений больше не было ни у одного фильма.
26 февраля 1991 года Джонатан Демми был награждён призом «Серебряный медведь» в категории «Лучший режиссёр» на 41-м Берлинском международном кинофестивале.
В сентябре 2011 года картина заняла 64-е место в списке 500 лучших фильмов ужасов по мнению пользователей сайта о кинематографе IMDb.com. «Молчание ягнят» неоднократно признавался одним из лучших триллеров в истории кино. Занимает пятую строчку в списке 100 самых остросюжетных американских фильмов за 100 лет по версии AFI.
В декабре 2011 года работа Демми, как имеющая «культурное, историческое или эстетическое значение», была включёна в Национальный реестр фильмов Библиотеки Конгресса США.

## Сюжет
ФБР занимается расследованием серии убийств, совершённых неизвестным серийным убийцей. За привычку сдирать кожу с убитых им женщин его прозвали «Буффало Билл» (в честь американского деятеля и предпринимателя Буффало Билла, убивавшего бизонов). Не находя зацепок, ФБР решает обратиться за советом к убийце-каннибалу, бывшему психиатру, опасному Ганнибалу Лектеру, пребывающему в изоляторе психиатрической больницы. Для беседы к нему направляется молодая курсантка Академии ФБР Клариса Старлинг.
Между Лектером и Старлинг возникает эмоциональная связь. Лектер начинает играть с ней в странные психологические игры: он соглашается помогать Кларисе в расследовании серийных убийств лишь в том случае, если она откроет ему подробности своей жизни. Старлинг открывает Лектеру часть своих детских воспоминаний, связанных с сильными психологическими переживаниями о том, как она бежала из дома своих приёмных родителей, пытаясь спасти от забоя ягнёнка. В качестве своеобразного обмена он обращает её внимание на некоторые детали в деле, опираясь на которые, та, в конечном итоге, и находит след, ведущий к Буффало Биллу.
Тем временем «Буффало Билл» похищает дочь сенатора Кэтрин, и главный врач Чилтон, решив сделать себе имя, запрещает Старлинг общаться с Лектером. Сенатор идёт на сделку с Лектером, однако тот совершает побег из изолятора временного содержания, расправившись с полицейскими и бригадой скорой помощи. Исследуя прошлое одной из жертв, Старлинг догадывается, что Буффало Билл — бывший портной и хорошо знал убитую.
Пытаясь найти информацию о первой жертве, она приезжает в дом, где живёт маньяк. Это — Джейм Гамб. Она догадывается, кто он, увидев мотылька (Мёртвая голова), кокон которого он вкладывал своим жертвам в рот. Преследуя убийцу, Старлинг оказывается в подвале, где находит незавершенный костюм из кожи жертв и Кэтрин в колодце, которая держит в заложниках любимую собачку Гамба; маньяк внезапно выключает свет, а сам, с прибором ночного видения, целится в спину Старлинг. Она убивает Буффало Билла, ориентируясь по звуку взводимого им курка. В конце фильма ей звонит Лектер, скрытно встречающий паникующего Чилтона в аэропорту Южного Бимини (Багамские острова). Во время разговора он намекает Кларисе, что его следующая жертва — Чилтон.

## В ролях

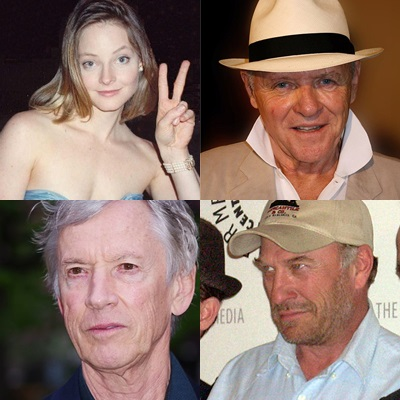
Исполнители главных ролей (слева направо, сверху вниз) в фильме «Молчание ягнят» (1991): Джоди Фостер, Энтони Хопкинс, Скотт Гленн и Тед Левайн.

| Актёр             | Роль                        |
| ----------------- | --------------------------- |
| Джоди Фостер      | Клариса Старлинг, агент ФБР |
| Энтони Хопкинс    | доктор Ганнибал Лектер      |
| Скотт Гленн       | Джек Кроуфорд               |
| Тед Левин         | Джейм Гамб / Буффало Билл   |
| Энтони Хилд       | доктор Фредерик Чилтон      |
| Брук Смит         | Кэтрин Мартин               |
| Дайан Бэйкер      | сенатор Рут Мартин          |
| Кейси Леммонс     | Арделия Мэпп                |
| Фрэнки Фэйсон     | Барни Мэтьюс                |
| Трейси Уолтер     | Ламар                       |
| Чарльз Напьер     | лейтенант Бойл              |
| Роджер Корман     | Директор ФБР Хейден Бёрк    |
| Крис Айзек        | командир подразделения SWAT |
| Рон Вотер         | Пол Крендлер                |
| Маша Скоробогатов | Кларисса (в юности)         |

## Производство

### Подготовка к съёмкам
Первоначально роль Ганнибала Лектера предлагалась Джину Хэкмену, кроме того, ему предлагалось заняться режиссурой. На роль также претендовали Джек Николсон, Роберт Дюваль, Джереми Айронс и Брайан Кокс (ранее Кокс играл Лектера в фильме «Охотник на людей»). На роль же Кларисы предполагались Мишель Пфайффер и Мег Райан. Автор сценария первоначально задумывал на роль Клариссы — Джоди Фостер, однако с приходом на режиссёрское кресло Джонатана Демми изменил своё мнение в пользу Мишель Пфайффер, та же отказалась от роли в фильме, сочтя его кровавым и жестоким.
В 2013 году стало известно, что на роль Лектера Демми всерьёз рассчитывал утвердить только одного из трёх артистов — Дэниела Дэй-Льюиса, Дерека Джейкоби или самого Энтони Хопкинса.

### Вживание актёров в роли
Актёр Энтони Хопкинс к реализации своего персонажа подошёл очень тщательно: он изучал досье многих известных серийных убийц, бывал в тюрьмах, где они содержались, а также посещал громкие судебные процессы. Из подобных материалов Хопкинс взял один приём — при просмотре видеоплёнки разговора Чарльза Мэнсона, Хопкинс отметил, что во время разговора тот не моргает, что актёр и воплотил в фильме. Маньяк-убийца Буффало Билл из фильма явился собирательным образом трёх известных реальных убийц — Теда Банди, Эда Гина и Гэри Хейдника. В основе сюжетной линии фильма лежит реальное сотрудничество серийного убийцы Теда Банди и университетского профессора криминологии Роберта Кеппеля.
Для подготовки к съёмкам актёрам Джоди Фостер и Скотту Гленну были предоставлены реальные аудиозаписи допросов серийных убийц, однако Джоди Фостер отказалась от их прослушивания, а Скотт Гленн длительное время мучился ночными кошмарами. Вживаясь в роль, Фостер поближе познакомилась с реальной женщиной-агентом ФБР Мэри Энн Краузе, но в фильме Джоди не копировала её рассудительный образ с проницательным взглядом, а, наоборот, «сыграла надломленную личность с собственными тараканами и растерзанным сердцем».

### Съёмки
Съёмочный период фильма «Молчание ягнят» длился с 15 ноября 1989 года по 1 марта 1990 года.
Большая часть съёмок киноленты проходила в городе Питтсбурге (штат Пенсильвания, США). Разнообразие архитектурных стилей Питтсбурга позволило создать иллюзию того, что съёмки велись во многих местах. Викторианский дом, который по сюжету принадлежал Буффало Биллу, был выставлен на продажу в августе 2015 года за 300 000 долларов. Почти год никто не решался его купить, однако в конце концов дом был продан со скидкой — за 195 000 долларов.
Во время съёмок сцены первой встречи Лектера и Кларисы актёр Энтони Хопкинс старался смотреть прямо в камеру, создавая эффект того, что, по его словам, «знает абсолютно всё».
Брук Смит, исполняющая роль похищенной девушки Кэтрин, и Тед Ливайн, в роли Буффало Билла, имели в период съёмок довольно близкие отношения.

### Символы
На одном из постеров к фильму изображена бабочка рода «мёртвая голова», для которой характерен рисунок на теле, напоминающий череп. На постере череп состоит из фигур семи обнажённых девушек, позаимствованных из работы фотографа Филиппа Халсмана. В фильме преступник помещал куколку бабочки в рот своих жертв, что символизировало его перерождение в женщину, подобно метаморфозу насекомого.

## Выход фильма

### Премьерный показ
Первоначально американской компанией «Orion Pictures» задумывалось выпустить фильм «Молчание ягнят» в прокат осенью 1990 года, однако компания пошла на коммерческий ход и придержала выход фильма на экраны, дабы не создавать конкурента своему же фильму «Танцующий с волками», премьера которого состоялась 19 октября 1990 года.
Премьерный показ киноленты о Ганнибале Лектере в кинотеатрах США состоялся 14 февраля 1991 года.

### Цифровая реставрация
В 2017 году американской киностудией MGM на основе оригинального 35-миллиметрового плёночного негатива была выполнена цифровая реставрация изображения, звуковой дорожки и саундтрека фильма «Молчание ягнят» в формате 4K, одобренная оператором Таком Фудзимото, снявшим этот фильм в 1990 году.

### Прокат в России
С 11 по 15 сентября 2021 года, к 30-летию «Молчания ягнят», в России прошли специальные предпремьерные показы отреставрированной версии фильма в 31 городе и 44 кинотеатрах, а 16 сентября 2021 года картина была выпущена в широкий российский кинопрокат. Все сеансы прошли на английском языке с русскими субтитрами.

## Награды и номинации

### Награды
- 1991 — приз «Серебряный медведь» в категории «Лучший режиссёр» на 41-м Берлинском международном кинофестивале (15-26 февраля 1991 года) (Джонатан Демми)[5].
- 1991 — три премии Национального совета кинокритиков США в категориях:
  - «Лучший фильм»,
  - «Лучший режиссёр» (Джонатан Демми),
  - «Лучший актёр второго плана» (Энтони Хопкинс).
- 1992 — премия «Золотой глобус» Голливудской ассоциации иностранной прессы в категории «Лучшая женская роль (драма)» за 1991 год (18 января 1992 года) (Джоди Фостер).
- 1992 — четыре премии «Сатурн» американской Академии научной фантастики, фэнтези и фильмов ужасов (Academy of Science Fiction, Fantasy & Horror Films) за 1991 год (13 марта 1992 года) в категориях:
  - «Лучший фильм ужасов»,
  - «Лучший киноактёр» (Энтони Хопкинс),
  - «Лучший сценарий» (Тед Талли),
  - «Лучший грим» (Карл Фуллертон, Нил Мартц).
- 1992 — пять кинопремий «Оскар» за 1991 год (30 марта 1992 года) в категориях:
  - «Лучший фильм» (продюсеры: Эдвард Саксон, Кеннет Атт и Рональд Бозман),
  - «Лучший режиссёр» (Джонатан Демми),
  - «Лучшая мужская роль» (Энтони Хопкинс),
  - «Лучшая женская роль» (Джоди Фостер),
  - «Лучший адаптированный сценарий» (Тед Талли).
- 1992 — две премии Британской академии кино и телевизионных искусств (BAFTA) в области кинематографии за 1991 год в категориях[15]:
  - «Лучшая мужская роль» (Энтони Хопкинс),
  - «Лучшая женская роль» (Джоди Фостер).
- 1992 — премия Гильдии режиссёров Америки (Directors Guild of America Awards) за выдающиеся режиссёрские достижения за 1991 год в категории «Победитель художественного фильма» (Джонатан Демми)[16].
- 1992 — премия Эдгара Аллана По Ассоциации детективных писателей США в категории «Лучший кинофильм» (Тед Талли).
- 1992 — премия Гильдии сценаристов США (Запад) в категории «Лучший адаптированный сценарий» (Тед Талли)[17].

### Номинации
- 1991 — номинация на приз «Золотой медведь» Берлинского международного кинофестиваля (Джонатан Демми).
- 1992 — четыре номинации на премию «Золотой глобус» Голливудской ассоциации иностранной прессы: лучший фильм — драма, лучшая мужская роль — драма (Энтони Хопкинс), лучший режиссёр (Джонатан Демми), лучший сценарий (Тед Талли).
- 1992 — четыре номинации на премию «Сатурн» американской Академии научной фантастики, фэнтези и фильмов ужасов: лучший режиссёр (Джонатан Демми), лучшая актриса (Джоди Фостер), лучшая музыка (Говард Шор), лучшие костюмы (Колин Атвуд).
- 1992 — две номинации на премию «Оскар»: лучший звук (Том Флайшмен, Кристофер Ньюман), лучший монтаж (Крэйг МакКэй).
- 1992 — семь номинаций на премию Британской академии кино и телевизионных искусств (BAFTA) в области кинематографии[15]: лучший фильм (Кеннет Утт, Эдвард Саксон, Рональд Бозман, Джонатан Демми), лучший режиссёр (Джонатан Демми), лучший адаптированный сценарий (Тед Тэлли), лучшая работа оператора (Так Фудзимото), лучший оригинальный саундтрек (Говард Шор), лучший монтаж (Крэйг МакКэй), лучший звук (Том Флайшмен, Кристофер Ньюман, Скип Ливсэй).
- 1992 — номинация на премию «Сезар» Академии искусств и технологий кинематографа Франции за лучший зарубежный фильм (Джонатан Демми).